# Mercedes-Benz O302
De Mercedes-Benz O302 is een voormalige lijn van streekbussen van het Duitse automobielconcern Daimler-Benz en werd in 1974 opgevolgd door de O303. De O302 was in productie van 1965 tot 1974 en was vooral bedoeld als touringcar, maar werd veelal gebruikt als stads- en streekbus.
Het ontwerp verschilde veel met de andere bussen van zijn soort. Door de ronde vormen werd definitief afscheid genomen van de hoekige jaren 50-stijl. Het model bestond uit vier verschillende lengten tussen 9,6 m en 11,9 m. In eerste instantie werd als dieselmotor de OM 352 (5,7 liter, 130 pk), de 12 m versie kreeg later de OM 327 (8 liter, 150–160 pk). Optioneel waren de OM 360 (8,7 liter, 170 pk) en OM 355 (11,6 liter, 240 pk).

## Hybride versie
Naast de standaard dieselversie bestond er ook een elektrische hybride versie. Dit werd de OE302 genoemd en was na de wereldoorlog de eerste hybride bus ooit. De elektrische motor had een vermogen van 156 pk en de elektriciteit werd geleverd door vijf batterijen.

## Inzet
De O302 is nog in vele landen in dienst geweest, waaronder enkele in België en in Nederland. De meeste bussen waren vooral terug te vinden in Duitsland op het streekvervoer.

### Nederland
In Nederland kwamen er enkele exemplaren voor bij het vervoerbedrijf Gemeentelijk Vervoerbedrijf Dordrecht. Deze had 28 bussen (serie 1–28) tussen 1968 en 1982 in dienst (serie 7792-7813) en waren gebouwd met een Den Oudsten carrosserie. De bussen werden aanvankelijk aangeschaft voor de stadsdienst in Dordrecht en kwamen in dienst voor de vervanging van de stadsbussen uit 1956/1957. Vanaf 1975 werden de bussen afgevoerd en in 1982 werd een bus gekocht door de SVA
In 1973 bestelde Autobusonderneming W. Verhoef uit Driebruggen een exemplaar voor de lijndiensten tussen Driebruggen en Woerden. Deze bus werd gebouwd met een Domburg carrosserie en bleef tot 1994 in dienst, waarna het verkocht werd aan GZ-touring uit Den Haag. Na een aantal jaar verkocht aan Touringcarbedrijf Leo Ringelberg uit Rhoon en weer later aan Touringcarbedrijf J.L. Ringelberg uit Ridderkerk. Pas in 2003 kwam de bus definitief uit dienst en werd die overgenomen door de SVA.

### België
In België kwam deze busserie vooral voor in Luik en Antwerpen en waren gebouwd met een Jonckheere carrosserie. In totaal kwamen acht exemplaren voor. Vier exemplaren kwamen voor bij vervoerbedrijf SADAR uit Kelmis en Bus de Polder uit Antwerpen. De O302 werd ook aangeboden als gewone chassismodule. Door Jonckheere werd hierop, voor de Belgische markt, bij iets meer dan 20 exemplaren een standaard carrosserie geplaatst.

### Inzetgebieden
| Land      | Bedrijf                                 | Type | Serie | Aantal | Bouwjaar | Inzet     | Opmerking                                                                                    |
| --------- | --------------------------------------- | ---- | ----- | ------ | -------- | --------- | -------------------------------------------------------------------------------------------- |
| België    | Bus De Polder                           | O302 | ??    | 4      | ??       | Antwerpen |                                                                                              |
| België    | SADAR                                   | O302 | ??    | 4      | ??       | Luik      |                                                                                              |
| Nederland | Eerste Vlaardingsche Auto Garage (EVAG) | O302 | ??    | ??     | 1966     |           | Gebouwd met een Roset carrosserie                                                            |
| Nederland | Autobusonderneming W. Verhoef           | O302 | ??    | 14     | 1973     | Woerden   | Gebouwd met een Domburg carrosserie Momenteel in dienst bij SVA                              |
| Nederland | Gemeentelijk Vervoerbedrijf Dordrecht   | O302 | 1–28  | 28     | 1968     | Dordrecht | Gebouwd met een Den Oudsten carrosserie Afgevoerd Nummer 19 is behouden en in handen van SVA |

## Verwante modellen
- De voorloper van de O302 was de O321H.
- Een belangrijke link tussen de O321H en de O302 was de O322 en werd in 1960 geïntroduceerd.